# Murillo Gouvea
Murillo Gouvêa Rodrigues (Itaperuna, 22 de setembro de 1986) é um agricultor e político brasileiro filiado ao União Brasil (UNIÃO). É filho do prefeito de Itaperuna, Alfredão.

## Deputado federal
Nas eleições estaduais de 2022 foi eleito pelo União Brasil , deputado federal á uma cadeira na Câmara dos Deputados para 57° legislatura (2023-2027) com 49.921 votos.